# Make Me Last (musikalbum)
Make Me Last är The Mary Onettes debut-EP, utgiven den 26 maj 2005 på skivbolaget Columbia. Skivan blev deras första och sista för bolaget då de inför nästa släpp gick över till Labrador.

## Låtlista
Alla låtar är skrivna av Philip Ekström.
1. "Make Me Last" - 3:40
2. "Concrete" - 3:17
3. "Whatever Gets You Thru the Fear" - 4:41
4. "Too Young" - 2:49

## Personal
- Petter Agurén - gitarr
- Henrik Ekström - fotografi, bas
- Philip Ekström - formgivning, fotografi, sång, gitarr
- Simon Fransson - trummor
- Nina Kinert - sång (spår 4)
- Lars Malmros - producent, inspelning, mixning (spår 3-4)
- Jane Rogoleva - formgivning
- Jon Schuman - mixning (spår 1-2)
- Håkan Åkesson - mastering

## Listplaceringar
| Lista (2005) | Topplacering |
| ------------ | ------------ |
| Sverige      | 45           |

### Fotnoter
1. ↑  ”Make Me Last”. Discogs.com. http://www.discogs.com/Mary-Onettes-Make-Me-Last-EP/release/523836. Läst 18 februari 2012.
2. ↑  ”The Mary Onettes”. Svensk mediedatabas. http://smdb.kb.se/catalog/search?q=the+mary+onettes+typ%3Afonogram&sort=OLDEST. Läst 18 februari 2012.
3. ↑  ”Listplacering”. http://swedishcharts.com/showitem.asp?interpret=The+Mary+Onettes&titel=EP&cat=s. Läst 18 februari 2012.